# Catfoss
Catfoss var en civil parish från 1866 till 1935 då den blev en del av Seaton, i grevskapet East Riding of Yorkshire, i England. Civil parish var belägen 6 km från Hornsea och hade 197 invånare år 1931. Byar nämndes i Domedagsboken (Domesday Book) år 1086, och kallades då Catefos/Catefoss.